# Lijst van voetbalinterlands Argentinië - Nederland
Deze lijst van voetbalinterlands is een overzicht van alle officiële voetbalwedstrijden tussen de nationale teams van Argentinië en Nederland. De landen hebben tot op heden tien keer tegen elkaar gespeeld. De eerste ontmoeting, een vriendschappelijke wedstrijd, was op 26 mei 1974 in Amsterdam. De laatste was in Lusail (Qatar) op 9 december 2022, tijdens een kwartfinale van het Wereldkampioenschap voetbal 2022.

## Wedstrijden
| №  | № Int. NED | Plaats        | Datum            | Competitie        | Wedstrijd              | Uitslag |
| -- | ---------- | ------------- | ---------------- | ----------------- | ---------------------- | ------- |
| 1  | 333        | Amsterdam     | 26 mei 1974      | Vriendschappelijk | Nederland − Argentinië | 4 − 1   |
| 2  | 338        | Gelsenkirchen | 26 juni 1974     | WK 1974           | Nederland − Argentinië | 4 − 0   |
| 3  | 374        | Buenos Aires  | 25 juni 1978     | WK 1978           | Argentinië − Nederland | 3 − 1   |
| 4  | 382        | Bern          | 22 mei 1979      | Vriendschappelijk | Nederland − Argentinië | 0 − 0   |
| 5  | 551        | Marseille     | 4 juli 1998      | WK 1998           | Nederland − Argentinië | 2 − 1   |
| 6  | 558        | Amsterdam     | 31 maart 1999    | Vriendschappelijk | Nederland − Argentinië | 1 − 1   |
| 7  | 597        | Amsterdam     | 12 februari 2003 | Vriendschappelijk | Nederland − Argentinië | 1 − 0   |
| 8  | 642        | Frankfurt     | 21 juni 2006     | WK 2006           | Nederland − Argentinië | 0 − 0   |
| 9  | 750        | São Paulo     | 9 juli 2014      | WK 2014           | Nederland − Argentinië | 0 − 0   |
| 10 | 845        | Lusail        | 9 december 2022  | WK 2022           | Nederland − Argentinië | 2 − 2   |

## Samenvatting
| Competitie        | Totaal gespeeld | Winst Argentinië | Gelijk | Winst Nederland | Doelsaldo Argentinië – Nederland |
| ----------------- | --------------- | ---------------- | ------ | --------------- | -------------------------------- |
| WK-eindronde      | 6               | 1                | 3      | 2               | 6 − 9                            |
| Vriendschappelijk | 4               | 0                | 2      | 2               | 2 − 6                            |
| Totaal            | 10              | 1                | 5      | 4               | 8 − 15                           |

Wedstrijden bepaald door strafschoppen worden, in lijn met de FIFA, als een gelijkspel gerekend.

## Details

### Eerste ontmoeting
| Vriendschappelijk (Amsterdam, Nederland, 26 mei 1974):                                                                                                  |              | |
| Nederland | 4 – 1        | Argentinië |
| Johan Neeskens 29' (pen.) Rob Rensenbrink 31' Pleun Strik 74' Arie Haan 77'                                                                             | goals        | 34' (e.d.) Pleun Strik |
| Rinus Michels | bondscoach   | Vladislao Cap |
| Jan Jongbloed Wim Suurbier Rinus Israël Pleun Strik Ruud Krol Arie Haan Johan Neeskens 62' Wim van Hanegem Johnny Rep 62' Johan Cruijff Rob Rensenbrink | opstellingen | Daniel Carnevali Ángel Bargas Roberto Perfumo Enrique Wolff Francisco Sá 67' Roberto Telch Ramón Heredia Carlos Squeo 60' Héctor Yazalde Rubén Ayala 44' Mario Kempes |
| Kees van Ierssel 62' Ruud Geels 62' | wissels      | 44' René Houseman 60' Enrique Chazarreta 67' Aldo Poy |
| | gele kaarten | ??' Roberto Perfumo |
| - Voor beide landen de laatste oefenwedstrijd voor de start van het Wereldkampioenschap voetbal 1974 in West-Duitsland.                                 |              | |

### Tweede ontmoeting
| WK 1974 (Gelsenkirchen, West-Duitsland, 26 juni 1974):                                                                                               |              | |
| Nederland | 4 – 0        | Argentinië |
| Johan Cruijff 12' Ruud Krol 25' Johnny Rep 73' Johan Cruijff 88'                                                                                     | goals        | |
| Rinus Michels | bondscoach   | Vladislao Cap |
| Jan Jongbloed Wim Suurbier 84' Arie Haan Wim Rijsbergen Ruud Krol Wim Jansen Johan Neeskens Wim van Hanegem Johnny Rep Johan Cruijff Rob Rensenbrink | opstellingen | Daniel Carnevalli Roberto Perfumo Francisco Sá 46' Enrique Wolff Ramón Heredia Roberto Telch Agustin Balbuena Héctor Yazalde Rubén Ayala Carlos Squeo 46' René Houseman |
| Rinus Israël 84' | wissels      | 46' Rubén Glaría 46' Mario Kempes |
| Johan Neeskens 22' Wim Suurbier 58' | gele kaarten | 35' Roberto Perfumo |

### Derde ontmoeting
| Finale WK 1978 (Buenos Aires, Argentinië, 25 juni 1978): |              | |
| Argentinië | 3 – 1        | Nederland |
| Mario Kempes 38' Mario Kempes 105' Daniel Bertoni 116' | goals        | 82' Dick Nanninga |
| César Luis Menotti | bondscoach   | Ernst Happel |
| Ubaldo Fillol Jorge Olguin Luis Galvan Daniel Passarella Alberto Tarantini Osvaldo Ardiles 66' Américo Gallego Mario Kempes Daniel Bertoni Leopoldo Luque Óscar Ortíz 75' | opstellingen | Jan Jongbloed Jan Poortvliet Ruud Krol Ernie Brandts 73' Wim Jansen Johan Neeskens Arie Haan Willy van de Kerkhof René van de Kerkhof 59' Johnny Rep Rob Rensenbrink |
| Omar Larrosa 66' René Houseman 75' | wissels      | 59' Dick Nanninga 73' Wim Suurbier |
| Osvaldo Ardiles 40' Omar Larrosa 94' | gele kaarten | 15' Ruud Krol 94' Wim Suurbier 96' Jan Poortvliet |
| - Laatste duel van Nederland onder leiding van bondscoach Ernst Happel.                                                                                                   |              | |

### Vierde ontmoeting
| Vriendschappelijk (Bern, Zwitserland, 22 mei 1979): |                     | |
| Nederland | 0 – 0               | Argentinië |
| | goals               | |
| John Metgod René van de Kerkhof Johnny Rep Hugo Hovenkamp Johan Neeskens Huub Stevens Jan Peters Ruud Krol Jan Poortvliet Jan Peters                   | strafschoppen 7 – 8 | Miguel Ángel Oviedo Daniel Passarella René Houseman Juan Alberto Barbas Jorge Olguin Diego Maradona Osvaldo Ardiles Américo Gallego Hugo Villaverde Alberto Tarantini               |
| Jan Zwartkruis | bondscoach          | César Luis Menotti |
| Pim Doesburg Wim Jansen 80' Ruud Krol Huub Stevens Hugo Hovenkamp Jan Peters Johan Neeskens Jan Poortvliet Johnny Rep Kees Kist 57' Simon Tahamata 62' | opstellingen        | Ubaldo Fillol Jorge Olguin Alberto Tarantini Daniel Passarella Hugo Villaverde Osvaldo Ardiles Américo Gallego Diego Maradona 67' Daniel Bertoni 61' Leopoldo Luque 85' Óscar Ortíz |
| Jan Peters 57' René van de Kerkhof 62' John Metgod 80'                                                                                                 | wissels             | 61' Juan Alberto Barbas 67' René Houseman 85' Miguel Ángel Oviedo |
| Johan Neeskens 41' | gele kaarten        | |
| - Jubileumwedstrijd ter ere van het 75-jarige bestaan van de FIFA. - Debuut van Jan Peters (Feyenoord) en Simon Tahamata (Ajax) voor Nederland.        |                     | |

### Vijfde ontmoeting
| Kwartfinale WK 1998 (Marseille, Frankrijk, 4 juli 1998): |              | |
| Nederland | 2 – 1        | Argentinië |
| Patrick Kluivert 12' Dennis Bergkamp 89' | goals        | 17' Claudio López |
| Guus Hiddink | bondscoach   | Daniel Passarella |
| Edwin van der Sar Michael Reiziger Frank de Boer Jaap Stam Arthur Numan Ronald de Boer 64' Wim Jonk Edgar Davids Phillip Cocu Dennis Bergkamp Patrick Kluivert | opstellingen | Carlos Roa Roberto Ayala 89' José Chamot Roberto Sensini Javier Zanetti 67' Matías Almeyda Diego Simeone Ariel Ortega Juan Sebastián Verón Claudio López Gabriel Batistuta |
| Marc Overmars 64' | wissels      | 67' Héctor Pineda 89' Abel Balbo |
| Jaap Stam 10' | gele kaarten | 22' José Chamot 60' Roberto Sensini |
| Arthur Numan 17', 76' | rode kaarten | 87' Ariel Ortega |

### Zesde ontmoeting
| Vriendschappelijk (Amsterdam, Nederland, 31 maart 1999): |              | |
| Nederland | 1 – 1        | Argentinië |
| Edgar Davids 10' | goals        | 83' Gabriel Batistuta |
| Frank Rijkaard | bondscoach   | Marcelo Bielsa |
| Edwin van der Sar Michael Reiziger Kees van Wonderen 46' Frank de Boer Phillip Cocu Clarence Seedorf Boudewijn Zenden Edgar Davids Marc Overmars 57' Patrick Kluivert Dennis Bergkamp 78' | opstellingen | Carlos Roa 79' Roberto Sensini Roberto Ayala Mauricio Pochettino Javier Zanetti Fernando Redondo Nelson Vivas Juan Sebastián Verón 46' Ariel Ortega Gabriel Batistuta Claudio López |
| Bert Konterman 46' Peter van Vossen 57' Marc van Hintum 78' | wissels      | 46' 81' Andrés Guglielminpietro 79' Gustavo López 81' Hernán Crespo |
| Phillip Cocu 72' | gele kaarten | ??' Claudio López ??' Mauricio Pochettino ??' Roberto Sensini |
| Edgar Davids 57', 73' | rode kaarten | |
| - Debuut van Bert Konterman (Feyenoord) voor Nederland. |              | |

### Zevende ontmoeting
| Vriendschappelijk (Amsterdam, Nederland, 12 februari 2003): |              | |
| Nederland | 1 – 0        | Argentinië |
| Giovanni van Bronckhorst 86' | goals        | |
| Dick Advocaat | bondscoach   | Marcelo Bielsa |
| Ronald Waterreus Fernando Ricksen Jaap Stam 46' Frank de Boer Boudewijn Zenden Clarence Seedorf Mark van Bommel 71' Phillip Cocu 81' Edgar Davids Patrick Kluivert Ruud van Nistelrooy 46' | opstellingen | Pablo Cavallero Roberto Ayala Facundo Quiroga Walter Samuel Juan Pablo Sorín Javier Zanetti 74' Juan Sebastián Verón Pablo Aimar 63' Ariel Ortega 81' Claudio López 58' Gustavo López |
| Michael Reiziger 46' Roy Makaay 46' Giovanni van Bronckhorst 71' Paul Bosvelt 81' | wissels      | 58' Javier Saviola 63' Marcelo Gallardo 74' Esteban Cambiasso 81' Santiago Solari |
| | gele kaarten | 20' Walter Samuel 47' Claudio López |

### Achtste ontmoeting
| Groepswedstrijd WK 2006 (Frankfurt, Duitsland, 21 juni 2006): |              | |
| Nederland | 0 – 0        | Argentinië |
| | goals        | |
| Marco van Basten | bondscoach   | José Pékerman |
| Edwin van der Sar Kew Jaliens Khalid Boulahrouz André Ooijer Tim de Cler Wesley Sneijder 86' Phillip Cocu Rafael van der Vaart Robin van Persie 67' Ruud van Nistelrooij 56' Dirk Kuijt | opstellingen | Roberto Abbondanzieri Roberto Ayala 24' Nicolás Burdisso Gabriel Milito Leandro Cufré Esteban Cambiasso Javier Mascherano 80' Juan Román Riquelme Maxi Rodríguez Carlos Tévez 70' Lionel Messi |
| Ryan Babel 56' Denny Landzaat 67' Hedwiges Maduro 86' | wissels      | 24' Fabricio Coloccini 70' Julio Cruz 80' Pablo Aimar |
| Dirk Kuijt 27' André Ooijer 41' Tim de Cler 48' | gele kaarten | 57' Esteban Cambiasso 90' Javier Mascherano |

### Negende ontmoeting
| Halve finale WK 2014 (São Paulo, Brazilië, 9 juli 2014): |                           | |
| Nederland | 0 – 0                     | Argentinië |
| Ron Vlaar Arjen Robben Wesley Sneijder Dirk Kuijt | goals strafschoppen 2 – 4 | Lionel Messi Ezequiel Garay Sergio Agüero Maxi Rodríguez |
| Louis van Gaal | bondscoach                | Alejandro Sabella |
| Jasper Cillessen Ron Vlaar Stefan de Vrij Bruno Martins Indi 46' Daley Blind Nigel de Jong 62' Robin van Persie 96' Wesley Sneijder Arjen Robben () Dirk Kuijt Georginio Wijnaldum | opstellingen              | Sergio Romero Ezequiel Garay Pablo Zabaleta Lucas Biglia 81' Enzo Pérez 82' Gonzalo Higuaín Lionel Messi Javier Mascherano Martín Demichelis Marcos Rojo 99' Ezequiel Lavezzi |
| Daryl Janmaat 46' Jordy Clasie 62' Klaas-Jan Huntelaar 96' | wissels                   | 81' Rodrigo Palacio 82' Sergio Agüero 99' Maxi Rodríguez |
| Bruno Martins Indi 45' Klaas-Jan Huntelaar 105' | gele kaarten              | 49' Martín Demichelis |

### Tiende ontmoeting
| Kwartfinale WK 2022 (Lusail, Qatar, 9 december 2022): |                               | |
| Nederland | 2 – 2                         | Argentinië (w.n.s.) |
| Wout Weghorst 83', 90+11' | goals                         | 35' Nahuel Molina 73 (pen.)' Lionel Messi |
| Virgil van Dijk Steven Berghuis Teun Koopmeiners Wout Weghorst Luuk de Jong | goals (assists) strafschoppen | Lionel Messi Leandro Paredes Gonzalo Montiel Enzo Fernández Lautaro Martínez |
| Louis van Gaal | bondscoach                    | Lionel Scaloni |
| Andries Noppert Denzel Dumfries Jurriën Timber Virgil van Dijk Nathan Aké Daley Blind 64' Marten de Roon 46' Cody Gakpo 113' Frenkie de Jong Steven Bergwijn 46' Memphis Depay 78' | opstellingen                  | Emiliano Martínez 106' Nahuel Molina 78' Cristian Romero Nicolás Otamendi Lisandro Martínez 78' Marcos Acuña 66' Rodrigo De Paul Enzo Fernández Alexis Mac Allister Lionel Messi 82' Julián Álvarez |
| Teun Koopmeiners 46' Steven Berghuis 46' Luuk de Jong 64' Wout Weghorst 78' Noa Lang 113'                                                                                          | wissels                       | 66' Leandro Paredes 78' Nicolás Tagliafico 78' Germán Pezzella 82' Lautaro Martínez 106' Gonzalo Montiel 112' Ángel Di María                                                                        |
| Jurriën Timber 43' Wout Weghorst 45+3' Memphis Depay 76' Steven Berghuis 88' Virgil van Dijk 90+1' Steven Bergwijn 91'                                                             | gele kaarten                  | 43' Marcos Acuña 45' Cristian Romero 76' Lisandro Martínez 89' Leandro Paredes 90+10' Lionel Messi 90+12' Nicolás Otamendi 109' Gonzalo Montiel 112' Germán Pezzella                                |
| |                               | |

## Trivia
- De wedstrijd Nederland - Argentinië op het WK 2014 is in Nederland het best bekeken tv-programma aller tijden. Gemiddeld 9,1 miljoen mensen keken naar de wedstrijd. Het aantal kijkers is opvallend, omdat de wedstrijd pas om 22.00 begon.[2]

AUF · A-internationals · Selecties · Bondscoaches · Argentijns vrouwenelftal · Olympisch elftal · Argentinië U21 · Argentinië U20 · Argentinië U19 · Argentinië U18 · Argentinië U17
1900 – 1909 ·
1910 – 1919 ·
1920 – 1929 ·
1930 – 1939 ·
1940 – 1949 ·
1950 – 1959 ·
1960 – 1969 ·
1970 – 1979 ·
1980 – 1989 ·
1990 – 1999 ·
2000 – 2009 ·
2010 – 2019 ·
2020 − 2029
WK 1930 · 
WK 1934 · 
WK 1958 · 
WK 1962 · 
WK 1966 · 
WK 1974 · 
WK 1978 · 
WK 1982 · 
WK 1986 · 
WK 1990 · 
WK 1994 · 
WK 1998 · 
WK 2002 · 
WK 2006 · 
WK 2010 · 
WK 2014 · 
WK 2018 ·
WK 2022
OS 1928 · 
OS 1988 · 
OS 1996 · 
OS 2004 · 
OS 2008 · 
OS 2016 · 
OS 2020
1902 · 
1903 · 
1904 · 
1905 · 
1906 · 
1907 · 
1908 · 
1909 ·
1910 · 
1911 · 
1912 · 
1913 · 
1914 · 
1915 · 
1916 · 
1917 · 
1918 · 
1919 ·
1920 · 
1921 · 
1922 · 
1923 · 
1924 · 
1925 · 
1926 · 
1927 · 
1928 · 
1929 ·
1930 · 
1931 · 
1932 · 
1933 · 
1934 · 
1935 · 
1936 · 
1937 · 
1938 · 
1939 ·
1940 · 
1941 · 
1942 · 
1943 · 
1944 · 
1945 · 
1946 · 
1947 · 
1948 · 1949 · 
1950 · 
1951 · 
1952 · 
1953 · 
1954 · 
1955 · 
1956 · 
1957 · 
1958 · 
1959 ·
1960 · 
1961 · 
1962 · 
1963 · 
1964 · 
1965 · 
1966 · 
1967 · 
1968 · 
1969 ·
1970 · 
1971 · 
1972 · 
1973 · 
1974 · 
1975 · 
1976 · 
1977 · 
1978 · 
1979 ·
1980 · 
1981 · 
1982 · 
1983 · 
1984 · 
1985 · 
1986 · 
1987 · 
1988 · 
1989 ·
1990 ·
1991 · 
1992 · 
1993 · 
1994 · 
1995 · 
1996 · 
1997 · 
1998 · 
1999 · 
2000 · 
2001 · 
2002 · 
2003 · 
2004 · 
2005 · 
2006 · 
2007 · 
2008 · 
2009 · 
2010 · 
2011 · 
2012 · 
2013 · 
2014 ·
2015 ·
2016 ·
2017 ·
2018 ·
2019 ·
2020 ·
2021 ·
2022 ·
2023
Albanië ·
Algerije ·
Angola ·
Australië ·
België ·
Bolivia ·
Bosnië en Herzegovina · 
Brazilië ·
Bulgarije ·
Canada ·
Chili ·
China ·
Colombia ·
Costa Rica · 
Curaçao ·
Denemarken ·
DDR ·
Duitsland ·
Ecuador ·
Egypte ·
El Salvador ·
Engeland ·
Estland ·
Frankrijk ·
Ghana ·
Griekenland ·
Guatemala ·
Haïti ·
Honduras ·
Hongarije ·
Hongkong ·
Ierland ·
IJsland ·
India ·
Indonesië ·
Irak ·
Iran ·
Israël ·
Italië ·
Ivoorkust ·
Jamaica ·
Japan ·
Joegoslavië ·
Kameroen ·
Kroatië ·
Libië ·
Litouwen · 
Marokko ·
Mexico ·
Nederland ·
Nicaragua ·
Nigeria ·
Noord-Ierland ·
Noorwegen ·
Oostenrijk ·
Panama ·
Paraguay ·
Peru ·
Polen ·
Portugal · 
Qatar ·
Roemenië ·
Rusland · 
Saoedi-Arabië · 
Schotland ·
Servië en Montenegro ·
Singapore ·
Slovenië ·
Slowakije ·
Sovjet-Unie ·
Spanje ·
Trinidad en Tobago ·
Tsjecho-Slowakije ·
Tunesië ·
Uruguay ·
Venezuela ·
Verenigde Arabische Emiraten ·
Verenigde Staten ·
Wales ·
Wit-Rusland · 
Zuid-Afrika ·
Zuid-Korea ·
Zweden ·
Zwitserland
Australië (2022) ·
België (2014) ·
Bosnië en Herzegovina (2014) ·
Brazilië (1982) ·
Brazilië (2005) ·
Denemarken (1995) ·
Duitsland (2006) ·
Duitsland (2014) ·
Frankrijk (2018) ·
Frankrijk (2022) ·
IJsland (2018) ·
Iran (2014) ·
Italië (1982) ·
Ivoorkust (2006) ·
Kroatië (2018) ·
Kroatië (2022) ·
Mexico (2006) ·
Nederland (1978) ·
Nederland (2006) ·
Nederland (2014) ·
Nederland (2022) ·
Nigeria (2010) ·
Nigeria (2014) ·
Nigeria (2018) ·
Saoedi-Arabië (1992) ·
Saoedi-Arabië (2022) · 
Servië en Montenegro (2006) ·
West-Duitsland (1986) · West-Duitsland (1990) ·
Zwitserland (2014)
KNVB ·
A-internationals ·
Bondscoaches (m) ·
Topscorers ·
Nederlands vrouwenelftal ·
Bondscoaches (v) ·
Nederland B ·
Olympisch elftal ·
Jong Oranje ·
Nederland –20 ·
Nederland –19 ·
Nederland –18 ·
Nederland –17 ·
Nederland –16 ·
Nederland –15 ·
Nederlands amateurelftal ·
Nederlands zaterdagelftal ·
Jong OranjeLeeuwinnen ·
Vrouwen –20 ·
Vrouwen –19 ·
Vrouwen –18 ·
Vrouwen –17 ·
Vrouwen –16 ·
Vrouwen –15 ·
Militair mannenelftal ·
Militair vrouwenelftal ·
Strandteam ·
Vrouwen Strandteam ·
Futsalteam ·
Vrouwen Futsalteam

EK-wedstrijden ·
WK-wedstrijden ·
Resultaten kwalificaties en eindronden ·
Nederland B-wedstrijden ·
Officieuze wedstrijden ·
EK-wedstrijden vrouwen ·
WK-wedstrijden vrouwen ·
Resultaten vrouwen kwalificaties en eindronden
1905 – 1919 ·
1920 – 1929 ·
1930 – 1939 ·
1940 – 1949 ·
1950 – 1959 ·
1960 – 1969 ·
1970 – 1979 ·
1980 – 1989 ·
1990 – 1999 ·
2000 – 2009 ·
2010 – 2019 ·
2020 – 2029
2015 ·
2016 ·
2017 ·
2018 ·
2019 ·
2020 ·
2021 · 
2022
EK's: 1976 · 
1980 · 
1988 · 
1992 · 
1996 · 
2000 · 
2004 · 
2008 · 
2012 · 
2020 · 
2024
WK's: 1934 · 
1938 · 
1974 · 
1978 · 
1990 · 
1994 · 
1998 · 
2006 · 
2010 · 
2014 · 
2022
OS: 1908 ·
1912 ·
1920 ·
1924 ·
1928 ·
1948 ·
1952 ·
2008
Albanië ·
Andorra ·
Argentinië ·
Armenië ·
Australië ·
België ·
Bosnië en Herzegovina ·
Brazilië ·
Bulgarije ·
Canada ·
Chili ·
China ·
Colombia ·
Costa Rica ·
Curaçao ·
Cyprus ·
DDR ·
Denemarken ·
Duitsland ·
Ecuador ·
Egypte ·
Engeland ·
Estland ·
Faeröer ·
Finland ·
Frankrijk ·
GOS · 
Georgië ·
Ghana ·
Gibraltar ·
Griekenland ·
Hongarije ·
Ierland ·
IJsland ·
Indonesië ·
Iran ·
Israël ·
Italië ·
Ivoorkust ·
Japan ·
Joegoslavië ·
Kameroen ·
Kazachstan ·
Kroatië ·
Letland ·
Liechtenstein ·
Luxemburg ·
Malta ·
Marokko ·
Mexico ·
Moldavië ·
Montenegro ·
Nederlandse Antillen ·
Nigeria ·
Noord-Ierland ·
Noord-Macedonië ·
Noorwegen ·
Oekraïne ·
Oostenrijk ·
Paraguay ·
Peru ·
Polen ·
Portugal ·
Qatar ·
Roemenië ·
Rusland ·
Saarland ·
San Marino ·
Saoedi-Arabië ·
Schotland ·
Senegal ·
Servië en Montenegro ·
Slovenië ·
Slowakije ·
Sovjet-Unie ·
Spanje ·
Suriname ·
Thailand ·
Tsjechië ·
Tsjecho-Slowakije ·
Tunesië ·
Turkije ·
Uruguay ·
Verenigd Koninkrijk ·
Verenigde Staten ·
Wales ·
Wit-Rusland ·
Zuid-Afrika ·
Zuid-Korea ·
Zweden ·
Zwitserland
Argentinië (1978) ·
Argentinië (2006) ·
Argentinië (2014) ·
Argentinië (2022) ·
Australië (2014) ·
Brazilië (2014) ·
Chili (2014) · 
Costa Rica (2014) ·
Denemarken (2010) ·
Denemarken (2012) ·
Duitsland (2012) · 
Ecuador (2022) · 
Frankrijk (2008) ·
Italië (2008) ·
Ivoorkust (2006) ·
Japan (2010) ·
Kameroen (2010) ·
Mexico (2014) · 
Noord-Macedonië (2021) · 
Oekraïne (2021) · 
Oostenrijk (2021) · 
Portugal (2006) ·
Portugal (2012) ·
Portugal (2019) ·
Qatar (2022) ·
Roemenië (2008) ·
Rusland (2008) ·
San Marino (2011) ·
Senegal (2022) ·
Servië en Montenegro (2006) ·
Sovjet-Unie (1988) ·
Spanje (2010) ·
Spanje (2014) ·
Tsjechië (2021) · 
Uruguay (2010) ·
Verenigde Staten (2022) · 
West-Duitsland (1974)